# Karol Dombrovski
Karol Dombrovski (polnisch Karol Dombrowski; * 8. Juni 1991 in Nemenčinė, Bezirk Vilnius) ist ein litauischer Biathlet, der der polnischen Minderheit in Litauen angehört. Er gab 2009 sein Debüt im Weltcup und nahm bisher an zehn Weltmeisterschaften sowie den Olympischen Spielen 2022 teil.

## Sportliche Laufbahn

### Erfahrungen in IBU- und Weltcup
Karol Dombrovski bestritt seine ersten internationalen Rennen im Dezember 2008 im Rahmen des IBU-Cups der Erwachsenen und wurde bei seinem ersten Sprintrennen in Obertilliach 132. Im gleichen Winter nahm er auch an den Jugendweltmeisterschaften teil und wurde immerhin 18. des Sprints sowie Sechster mit Tomas Kaukėnas und Rokas Suslavičius im Staffelrennen. Nach zwei weiteren IBU-Cup-Starts zu Beginn der Folgesaison startete der Litauer Ende 2009 in Östersund und Hochfilzen erstmals im Weltcup, wobei er beide Male die Männerstaffel komplettierte und Ergebnisse jenseits der besten 20 erzielte. Eine bemerkenswerte Steigerung gelang ihm 2011 bei einem IBU-Cup-Einzel in Osrblie, als er überraschend den 20. Platz belegte und damit deutlich in die Punkteränge lief. Daraufhin bekam Dombrovski einen Startplatz bei den Weltmeisterschaften in Chanty-Mansijsk und verpasste als 64. des Sprints die Verfolgung nur knapp. Im Staffelwettkampf schoss er im Liegendanschlag vier Strafrunden und war somit wesentlich für den 24. und damit vorletzten Platz verantwortlich.
In den Folgejahren wechselte Dombrovski häufig zwischen den Wettkampfebenen. Sein erstes Individualrennen im Weltcup war ein Einzel in Nové Město na Moravě im Januar 2012, welches er als 93. abschloss. Bei den Juniorenweltmeisterschaften des gleichen Jahres kam in der Verfolgung ein guter 15. Rang zustande. Während er im IBU-Cup vereinzelt Top-40-Platzierungen erreichte, schloss er die Rennen im Weltcup meist auf hinteren Positionen ab. Seinen ersten Verfolgungswettkampf auf der höchsten Ebene erreichte der Litauer im März 2014 in Kontiolahti als 52. des Sprints, wobei er sich im Verfolger um zehn Plätze verbessern konnte und damit Weltcuppunkte nur knapp verpasste. Im gleichen Winter erzielten Dombrovski, Tomas Kaukėnas, Diana Rasimovičiūtė und Natalija Kočergina einen guten 15. Platz im Mixedstaffelrennen von Östersund. Auch an der ersten jemals im Weltcup ausgetragenen Single-Mixed-Staffel in Nové Město nahm er teil und belegte mit Natalija Kočergina Platz 18. Für die Olympischen Winterspiele in Sotschi fand er allerdings keine Berücksichtigung.

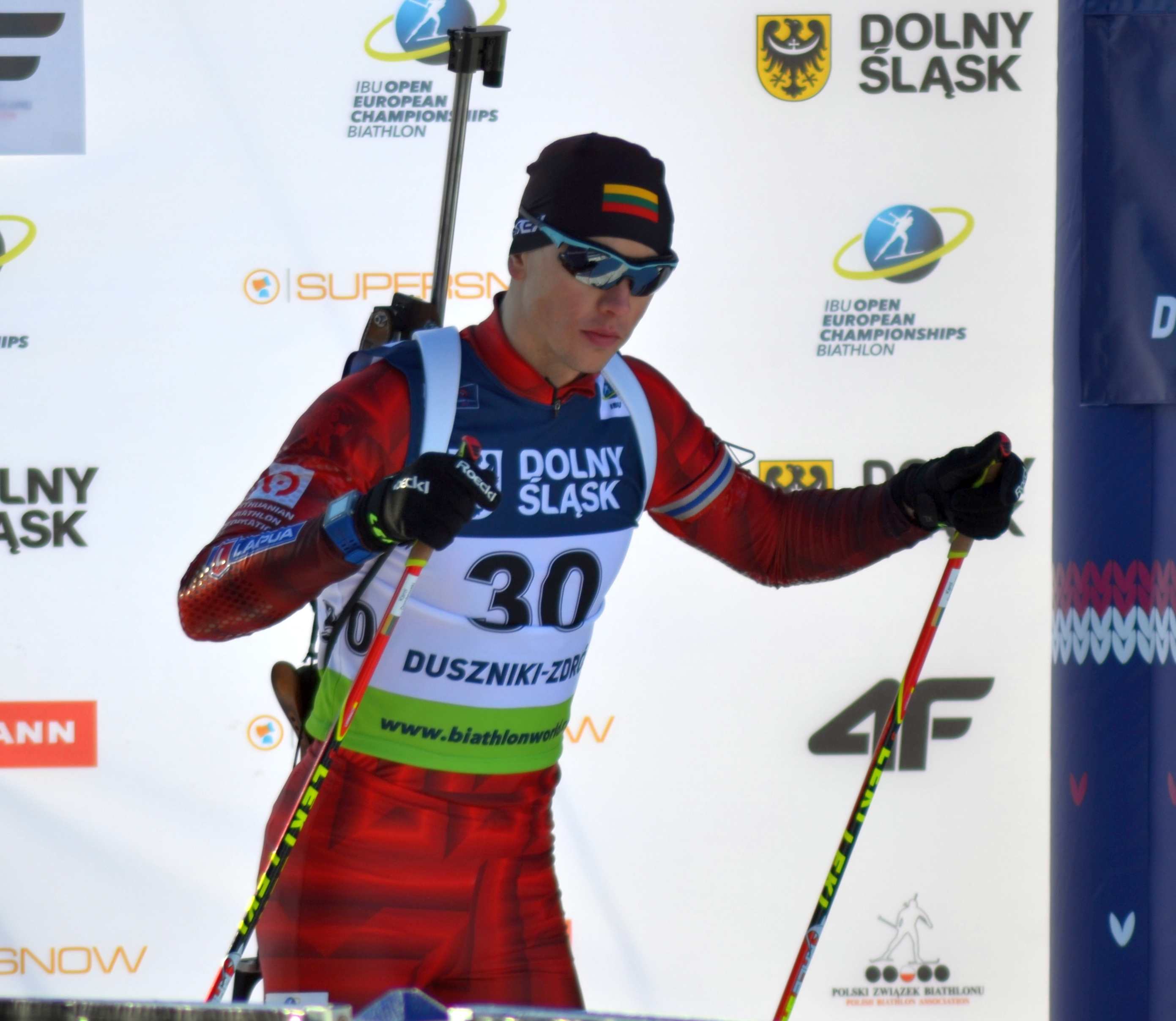
Dombrovski bei den Europameisterschaften 2017

### Olympische Spiele und Weltcup-Mittelfeld
Ein starkes Ergebnis erzielte Dombrovski im Rahmen der Europameisterschaften 2015 in Otepää mit dem 19. Platz im Einzel, im Winter 2015/16 gelang es ihm zudem, immer wieder unter die besten 60 im Weltcup zu laufen, ohne allerdings in die Punkteränge zu gelangen. Besonders erfolgreich verliefen die Sommerbiathlon-Weltmeisterschaften 2016, bei welchen der Litauer durchaus überraschend Achter im Sprint wurde und in der anschließenden Verfolgung als Vierter nur knapp das Podest verpasste. In den beiden folgenden Jahren fiel er vor allem im läuferischen Bereich wieder zurück und klassierte sich fast durchgehend im Hinterfeld der teilnehmenden Athleten. Daher fand er, wie bereits vier Jahre zuvor, keine Berücksichtigung für das Team bei den Olympischen Winterspielen. Beim saisoneröffnenden Einzel der Saison 2018/19 gewann er schließlich dank einer fehlerfreien Leistung am Schießstand mit Rang 25 seine ersten Ranglistenpunkte. Während dies sein einzig nennenswertes Ergebnis auf der höchsten Ebene im Saisonverlauf blieb, zeigte er bei den Europameisterschaften 2019 in Minsk-Raubitschy auf. Dombrovski belegte, erneut im Einzel, den sechsten Platz und verbaute sich durch zwei Strafminuten beim letzten Schießen sogar ein möglicherweise besseres Resultat. 2019/20 konnte er insgesamt dreimal ein Rennen in den Punkterängen beenden, so auch im Rahmen der Weltmeisterschaften, bei denen er über die 20 Kilometer 30. wurde. Fünf weitere Male punktete der 29-Jährige zudem im Laufe der folgenden Saison und belegte schlussendlich den 66. Rang der Gesamtwertung. Bei den Europameisterschaften 2021 gelang ihm an der Seite von Natalija Kočergina, Gabrielė Leščinskaitė und dem Schlussläufer Vytautas Strolia außerdem ein historisches Ergebnis, Strolia überholte auf seiner Schlussrunde zwei vor ihm laufende Athleten und führte das Team auf dem vierten Platz über die Ziellinie, dem besten Staffelergebnis in der Geschichte des litauischen Biathlons.
Über die Saisons gesehen war Dombrovski Teil einer immer stärker werdenden litauischen Herrenmannschaft im Biathlon. Zählte die Staffel des baltischen Landes um 2010 noch zu den Kandidaten für die letzte Position des Feldes, verbesserte man sich kontinuierlich und erreichte in der Saison 2021/22 drei Ergebnisse unter den besten 15. Obwohl er während des Winters keine nennenswerten Ergebnisse hatte liefern können, kam er schließlich im Alter von 30 Jahren zu seinem Debüt bei den Olympischen Spielen und belegte die Plätze 71 und 73 in den Einzelrennen sowie Rang 14 im Staffelbewerb. Zum Auftakt des Folgewinters folgte ein weiteres historisches Ereignis, denn die Männerstaffel Litauens erreichte in Kontiolahti erstmals einen Platz unter den besten Zehn. Dombrovski übernahm das Rennen dabei, an zehnter Stelle liegend, von Vytautas Strolia und übergab nach starker Leistung auf dem zwischenzeitlichen fünften Platz an Maksim Fomin, welcher als Achter die Ziellinie überquerte. Zudem gelang ihm beim Wochenende von Antholz Platz 27 im Sprint und sein damit zweitbestes Karriereergebnis. Daraufhin fielen die Leistungen des Litauers wieder ab; 2023/24 bestritt er nur wenige internationale Wettkämpfe, 2024/25 war er zum größeren Teil im IBU-Cup anzutreffen und kam auch dort nicht in die Nähe vorderer Platzierungen.

## Persönliches
Dombrovski wurde zwar in Litauen geboren, stammt aber aus einer polnischstämmigen Familie und ist somit Teil der polnischen Minderheit in Litauen. Er machte sein Abitur an einem polnischsprachigen Gymnasium, seine erste Muttersprache ist ebenfalls Polnisch. Dombrovski lebt in seinem Geburtsort Nemenčinė.

## Statistiken

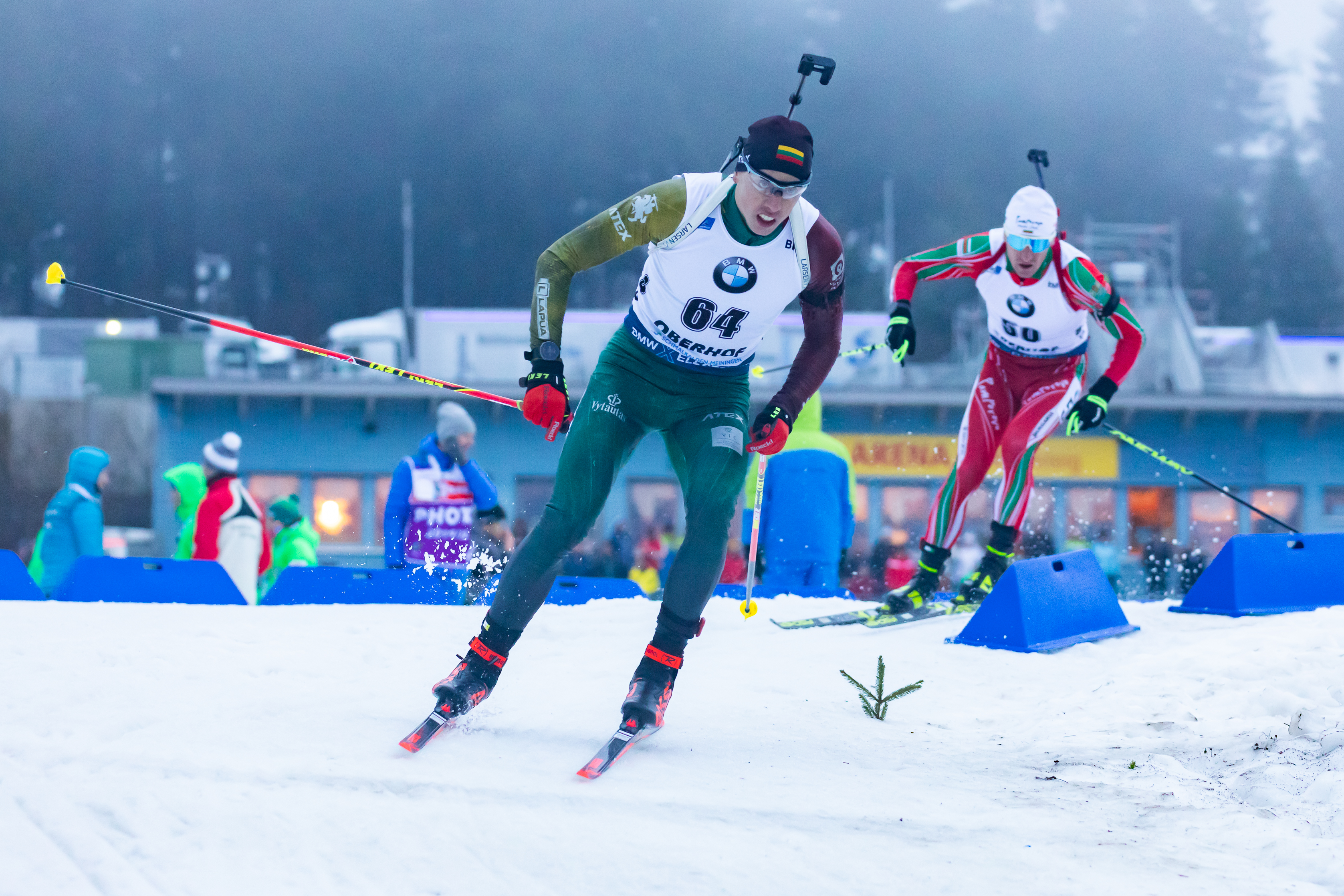
Dombrovski im Januar 2020 in Oberhof

### Weltcupplatzierungen
Die Tabelle zeigt alle Platzierungen (je nach Austragungsjahr einschließlich Olympische Spiele und Weltmeisterschaften).
- 1.–3. Platz: Anzahl der Podiumsplatzierungen
- Top 10: Anzahl der Platzierungen unter den ersten zehn (einschließlich Podium)
- Punkteränge: Anzahl der Platzierungen innerhalb der Punkteränge (einschließlich Podium und Top 10)
- Starts: Anzahl gelaufener Rennen in der jeweiligen Disziplin
- Staffel: inklusive Mixed- und Single-Mixed-Staffeln

| Platzierung               | Einzel | Sprint | Verfolgung | Massenstart | Staffel | Gesamt |
| ------------------------- | ------ | ------ | ---------- | ----------- | ------- | ------ |
| 1. Platz                  |        |        |            |             |         |        |
| 2. Platz                  |        |        |            |             |         |        |
| 3. Platz                  |        |        |            |             |         |        |
| Top 10                    |        |        |            |             | 2       | 2      |
| Punkteränge               | 5      | 5      | 3          |             | 79      | 92     |
| Starts                    | 31     | 89     | 16         |             | 79      | 215    |
| Stand: Saisonende 2024/25 |        |        |            |             |         |        |

### Weltcupwertungen
Ergebnisse bei Biathlon-Weltcups (Disziplinen- und Gesamtweltcup) gemäß Punktesystem:
| Saison  | Einzel | Einzel | Sprint | Sprint | Verfolgung | Verfolgung | Massenstart | Massenstart | Gesamt | Gesamt |
| Saison  | Platz  | Punkte | Platz  | Punkte | Platz      | Punkte     | Platz       | Punkte      | Platz  | Punkte |
| ------- | ------ | ------ | ------ | ------ | ---------- | ---------- | ----------- | ----------- | ------ | ------ |
| 2018/19 | 55.    | 16     | –      | –      | –          | –          | –           | –           | 86.    | 16     |
| 2019/20 | 43.    | 19     | 80.    | 5      | –          | –          | –           | –           | 73.    | 24     |
| 2020/21 | 54.    | 10     | 72.    | 11     | 67.        | 9          | –           | –           | 66.    | 30     |
| 2022/23 | –      | –      | 54.    | 20     | 71.        | 7          | –           | –           | 70.    | 27     |

### Olympische Winterspiele
Ergebnisse bei Olympischen Winterspielen:
|                                        | Einzelwettbewerbe | Einzelwettbewerbe | Einzelwettbewerbe | Einzelwettbewerbe | Staffelwettbewerbe | Staffelwettbewerbe |
| Einzel                                 | Sprint            | Verfolgung        | Massenstart       | Herrenstaffel     | Mixedstaffel       |                    |
| -------------------------------------- | ----------------- | ----------------- | ----------------- | ----------------- | ------------------ | ------------------ |
| Olympische Winterspiele 2022 \| Peking | 71.               | 73.               | –                 | –                 | 14.                | –                  |

### Weltmeisterschaften

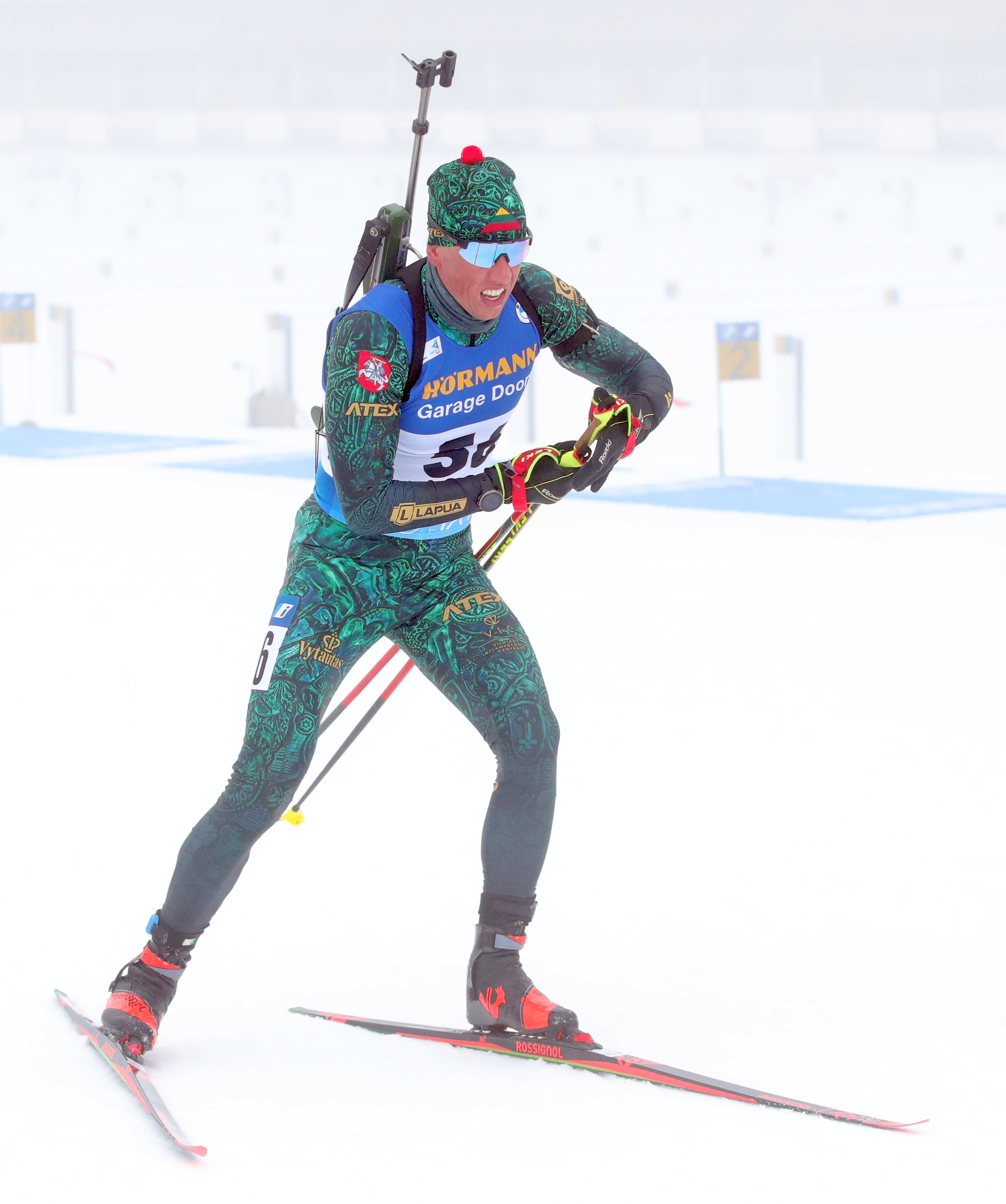
Dombrovski während des Sprintrennens bei der WM 2023 in Oberhof

Ergebnisse bei Weltmeisterschaften:
| Weltmeisterschaften | Weltmeisterschaften | Einzelwettbewerbe | Einzelwettbewerbe | Einzelwettbewerbe | Einzelwettbewerbe | Staffelwettbewerbe | Staffelwettbewerbe | Staffelwettbewerbe |
| Jahr                | Ort                 | Einzel            | Sprint            | Verfolgung        | Massenstart       | Männerstaffel      | Mixedstaffel       | S.-M.-Staffel      |
| ------------------- | ------------------- | ----------------- | ----------------- | ----------------- | ----------------- | ------------------ | ------------------ | ------------------ |
| 2011                | Chanty-Mansijsk     | –                 | 64.               | –                 | –                 | 24.                | –                  | nicht ausgetragen  |
| 2012                | Ruhpolding          | 92.               | 118.              | –                 | –                 | 21.                | –                  | nicht ausgetragen  |
| 2013                | Nové Město          | 79.               | 72.               | –                 | –                 | 23.                | 24.                | nicht ausgetragen  |
| 2015                | Kontiolahti         | 93.               | 68.               | –                 | –                 | 23.                | 23.                | nicht ausgetragen  |
| 2016                | Oslo                | 52.               | 95.               | –                 | –                 | 23.                | –                  | nicht ausgetragen  |
| 2017                | Hochfilzen          | 66.               | 95.               | –                 | –                 | 25.                | –                  | nicht ausgetragen  |
| 2019                | Östersund           | 51.               | 63.               | –                 | –                 | 21.                | 24.                | 25.                |
| 2020                | Antholz             | 30.               | 50.               | 48.               | –                 | 24.                | 16.                | 24.                |
| 2021                | Pokljuka            | 37.               | 39.               | 48.               | –                 | 25.                | 17.                | –                  |
| 2023                | Oberhof             | DNS               | 85.               | –                 | –                 | 16.                | 18.                | –                  |

### Jugend-/Juniorenweltmeisterschaften
Dombrovski nahm bis 2010 an den Jugend-, ab 2011 an den Juniorenwettkämpfen teil.
| Weltmeisterschaften | Weltmeisterschaften | Einzelwettbewerbe | Einzelwettbewerbe | Einzelwettbewerbe | Männerstaffel  |
| Jahr                | Ort                 | Einzel            | Sprint            | Verfolgung        | Männerstaffel  |
| ------------------- | ------------------- | ----------------- | ----------------- | ----------------- | -------------- |
| 2009                | Canmore             | 32.               | 18.               | 35.               | 6.             |
| 2010                | Torsby              | 21.               | 36.               | 32.               | 14. (Junioren) |
| 2011                | Nové Město          | 66.               | 47.               | 44.               | –              |
| 2012                | Kontiolahti         | 60.               | 24.               | 15.               | –              |